# Britany Anderson
Britany Anderson (ur. 3 stycznia 2001) – jamajska lekkoatletka specjalizująca się w biegach płotkarskich.
W 2017 została mistrzynią świata juniorów młodszych na dystansie 100 metrów przez płotki. Rok później wywalczyła srebro na światowym czempionacie do lat 20.
Ósma zawodniczka igrzysk olimpijskich w Tokio (2021). Rok później zdobyła srebrny medal podczas mistrzostw świata w Eugene.
Złota medalistka mistrzostw Jamajki. Stawała na najwyższym stopniu podium CARIFTA Games.

## Osiągnięcia
| Rok  | Impreza                               | Miejsce | Konkurencja                | Lokata     | Wynik  |
| ---- | ------------------------------------- | ------- | -------------------------- | ---------- | ------ |
| 2017 | Mistrzostwa świata juniorów młodszych | Nairobi | bieg na 100 m przez płotki | 1. miejsce | 12,72  |
| 2018 | Mistrzostwa świata juniorów           | Tampere | bieg na 100 m przez płotki | 2. miejsce | 13,01  |
| 2021 | Igrzyska olimpijskie                  | Tokio   | bieg na 100 m przez płotki | 8. miejsce | 13,24  |
| 2022 | Halowe mistrzostwa świata             | Belgrad | bieg na 60 m przez płotki  | 4. miejsce | 7,96   |
| 2022 | Mistrzostwa świata                    | Eugene  | bieg na 100 m przez płotki | 2. miejsce | 12,23w |

## Rekordy życiowe
- bieg na 60 metrów przez płotki (hala) – 7,82 (2022)
- bieg na 100 metrów przez płotki – 12,31 (2022) były rekord Jamajki